# Lactoria paschae
Lactoria paschae is een straalvinnige vis uit de familie van de koffervissen (Ostraciidae). De wetenschappelijke naam van de soort is, als Ostracion paschae, voor het eerst geldig gepubliceerd in 1921 door Carl Hialmar Rendahl.

## Type
- holotype: NRM 10999
- typelocatie: Paaseiland

## Verspreiding
De soort komt voor in het zuidoosten van de Grote Oceaan.